# Pagurapseudes varians
Pagurapseudes varians är en kräftdjursart som beskrevs av Mihai Bacescu 1976. Pagurapseudes varians ingår i släktet Pagurapseudes och familjen Pagurapseudidae. Inga underarter finns listade i Catalogue of Life.